# Musicalion.com
Musicalion.com ist eine staatlich anerkannte, internationale, private Musikbibliothek für Noten.

## Geschichte
Musicalion.com wurde 2003 von Firmeninhaber Gerhard Müllritter gegründet und hat ihren Sitz in Kirchseeon. Laut Bescheid der Bayerischen Staatsbibliothek vom 13. Juli 2010 erfüllt Musicalion.com die gleichen kulturellen Aufgaben wie staatliche Büchereien.

## Notenbestand
Das Sortiment umfasst u. a. klassische, gemeinfreie Werke sowie eigene Werke lebender Komponisten in unterschiedlichsten Instrumentierungen, Sprachen, Genres, Schwierigkeitsgraden uvm. Es besteht derzeit aus über 67.000 Werken und wird von Mitgliedern ständig erweitert und gepflegt. Musicalion.com überprüft die Qualität aller eingereichten Noten und liefert engen Service für Mitglieder und Notenlieferanten.

## Downloadbare Dateiformate
- PDF (plattformunabhängiges Dateiformat)
- MIDI (digitale Schnittstelle für Musikinstrumente)
- musicXML (offenes Dateiformat zum Austausch von Musiknoten)
- die jeweils originale Notensatzdatei für Notensatzprogramme

## Übemöglichkeit
Auf Musicalion.com gibt es für alle Werke ein Hörbeispiel im MIDI-Format und die Möglichkeit, einzelne Stimmen separat zu üben. Bei vielen Werken finden sich zusätzlich MP3-Aufnahmen sowie YouTube- und Vimeo-Videos.

## Mitgliedschaft
Die Nutzung der Noten erfolgt über eine Mitgliedschaft, die für unterschiedliche Zeitabschnitte abgeschlossen werden kann. Mitglieder können sämtliche Noten für sich und das eigene Ensemble während der Dauer der Mitgliedschaft nutzen. Mitglieder haben darüber hinaus die Möglichkeit, über das Anlegen einer Netzwerkseite eine eigene Webpräsenz aufzubauen. Ferner können sie Informationen an den Gesamtverteiler des Musicalion-Newsletters versenden.
Mitglieder, die Werke zum Notenbestand beitragen, erhalten eine kostenlose Mitgliedschaft sowie eine Vergütung, sobald das Werk von einem Mitglied heruntergeladen wurde. Die Rechte am jeweiligen Werk verbleiben immer beim Komponisten.